# Умарходжаев, Мавзурходжа
Мавзурходжа Умарходжаев (узб. Mavzurxo'ja Umarxo'jayev) — советский и узбекистанский футболист, выступавший на позиции нападающего. Ныне тренер.
В основном выступал за футбольные клубы Узбекской ССР. Наибольшую известность получил благодаря играм за турткульский «Целинник» в 1980-е годы. После завершения игровой карьеры стал тренером. В 2005 году возглавлял ташкентское «Курувчи» (ныне «Бунёдкор»). Потом входил в тренерский штаб данного клуба. Возглавлял (или возглавляет) сборную Узбекистана среди ампутантов, становился со сборной чемпионом мира.